# ТЕС Каррата (ATCO)
20°45′46″ пд. ш. 116°50′14″ сх. д. / 20.76278° пд. ш. 116.83722° сх. д.
ТЕС Каррата (ATCO) – теплова електростанція на північному заході Австралії, споруджена канадською компанією ATCO.
У 2010-му на майданчику станції ввели в дію дві встановлені на роботу у відкритому циклі газові турбіни потужністю по 43 МВт. 
Як паливо використовують природний газ, що надходить по перемичці від трубопроводу Каррата – Порт-Гедленд. 
Для видалення продуктів згоряння кожна турбіна має димар заввишки 18 метрів.
Видача продукції відбувається під напругою 132 кВ.